# Afrana
Afrana é um género de anfíbio anuro pertencente família Ranidae.

## Espécies
- Afrana amieti (Laurent, 1976).
- Afrana angolensis (Bocage, 1866).
- Afrana desaegeri (Laurent, 1972).
- Afrana dracomontana (Channing, 1978).
- Afrana fuscigula (Duméril et Bibron, 1841).
- Afrana inyangae (Poynton, 1966).
- Afrana johnstoni (Günther, 1894).
- Afrana ruwenzorica (Laurent, 1972).
- Afrana vandijki Visser et Channing, 1997.
- Afrana wittei (Angel, 1924).